# 丹·斯坎倫
丹·斯坎倫（英語：Dan Scanlon，1976年6月21日—）是一名美國動畫師、分鏡師及動畫導演，目前於皮克斯工作。他在皮克斯的導演作品為怪獸大學及½的魔法。

## 早年生涯
斯坎倫出身於密西根州。父親在他1歲及哥哥3歲時自殺。邁入青少年時期時，一個親戚給他們父親留下的簡短錄像，這激發了丹·斯坎倫對½的魔法的靈感。他在1998年拿到哥倫布藝術與設計學院的藝術系學士畢業。

## 事業
斯坎倫為參與《風中奇緣2：倫敦之旅》、《The Indescribable Nth》、《Joseph: King of Dreams》的動畫師之一；《小美人魚2：重返大海》及《101忠狗續集：倫敦大冒險》的分鏡藝術。
斯坎倫於2001年加入皮克斯， 擔任《汽車總動員》及《玩具總動員3》的故事設計；《拖線和鬼火》的共同導演； 參與妻子Michele Scanlon漫畫作品《Unmentionables》的部份插畫；真人電影Tracy的導演及編劇。 Tracy為斯坎倫第一個擔任編劇及導演的電影長片。他也參與《勇敢傳說》及《腦筋急轉彎》的製作。
斯坎倫導演2013年的前傳電影《怪獸大學》獲得了正面的評價及商業上的成功。而後他宣佈導演一部以平凡世界為主題的新奇幻動畫電影，靈感來自於他父親的離世。 2018年12月，宣佈電影名稱為《½的魔法》，角色由湯姆．霍蘭德、克里斯·普瑞特、茱莉·路易絲-卓佛及奧塔薇亞·史班森等人配音。
斯坎倫及妻子Michele目前住在舊金山，並在Caveat Productions製作公司的同一個專案合作。

## 影視作品
| 年份 | 電影                    | 導演     | 編劇 | 故事 分鏡 | 動畫 部門 | 其他 | 備註                |
| ---- | ----------------------- | -------- | ---- | --------- | --------- | ---- | ------------------- |
| 1998 | 風中奇緣2：倫敦之旅     |          |      |           | 是        |      | 非戲院首映          |
| 2000 | The Indescribable Nth   |          |      |           | 是        |      | 短片                |
| 2000 | 小美人魚2：重返大海     |          |      | 是        |           |      | 非戲院首映          |
| 2000 | Joseph: King of Dreams  |          |      |           | 是        |      | 非戲院首映          |
| 2002 | 鐘樓怪人2：老時鐘的秘密 |          |      | 是        |           |      | 非戲院首映          |
| 2002 | 101忠狗續集：倫敦大冒險 |          |      | 是        |           |      | 非戲院首映          |
| 2005 | 泰山2                   |          |      | 是        |           |      | 非戲院首映          |
| 2006 | 汽車總動員              |          |      | 是        |           | 是   | Additional voices   |
| 2006 | 拖線和鬼火              | 共同導演 | 是   |           |           |      | 短片                |
| 2009 | Tracy                   | 是       | 是   |           |           | 是   | 短片 兼任剪輯及攝影 |
| 2013 | 怪獸大學                | 是       | 是   |           |           |      |                     |
| 2020 | ½的魔法                 | 是       | 是   |           |           |      |                     |

## 外部連結
- 丹·斯坎倫在互联网电影资料库（IMDb）上的資料（英文）